# 南汉
南汉（917年－971年）是五代十国时期的政权之一，位于现广东、广西、海南、香港、澳门以及越南北部（后失）。971年在北宋开国战争时被灭。

## 建国
唐朝末年，刘谦在岭南的封州（今广东封开）任刺史，拥兵过万，战舰百餘。刘谦死后，其长子刘隐继承父职。唐天祐二年（905年），刘隐任清海军（岭南东道）节度使。907年，刘隐受后梁封为彭郡王，909年改封为南平王，次年又改封为南海王。刘隐死后，其弟劉龑（又名刘岩）袭封南海王。劉龑凭借父兄在岭南的基业，于后梁贞明三年（917年）在番禺（今广州，号兴王府）称帝，国号「大越」。次年，劉龑以汉朝刘氏后裔的身份改国号为「漢」，史称南汉，以别于北汉。

## 中期
刘龑迷信，他非常喜欢《周易》，年号的改变，以及名字的变动，原因都是算卦所致。南汉、南唐曾经是友好邻邦，潘佑《为李后主与南汉后主书》称两国“情若弟兄，义同交契”。南漢末年政治黑暗，“作燒煮剝剔、刀山劍樹之刑，或令罪人鬥虎抵象。又賦斂煩重，人不聊生。”，邕州“民入城者，人输一钱”，“置媚川都，定其課，令入海五百尺采珠。所居宮殿以珠、玳瑁飾之。陳延壽作諸淫巧，日費數萬金。”致使溺死、被大魚咬死者，不計其數。
大有十年（937年），南汉的交州发生兵变，属将矯公羨杀死了主管官员，割据一方，另一属将吳權领兵攻打矯公羨，矯公羨便求救于劉龑，刘龑封儿子刘弘操为交王，然后领兵进攻吴权，结果被吴权打败，刘弘操阵亡。吴权从此占有了交州，吴权建立的王朝即越南吳朝。
刘䶮死后，他的继承人全是昏庸好杀之辈，刘弘度继承了大位，比他父亲刘䶮还要奢侈。没过多久刘弘度就被其弟刘弘熙所杀。刘弘熙自立为帝，为了防止流言蜚语，设立严刑峻法，担心自己的兄弟会像他一样造反，将自己的弟弟一个个加害，刘䶮十九子，除了刘弘熙自己以外，全部被杀害。
公元951年，刘晟乘马楚内乱的时候，夺下了原本属于马楚的岭南之地，南汉的疆域达到了最大。刘晟多疑，不仅杀光了自己的兄弟，还不信任外官，很多国事都交给了宦官处理，宦官林延遇和宫女卢琼仙得到了他的重用，掌握了南汉的生杀大权。而刘晟就不过问政务，只是饮酒作乐。
周世宗发兵征讨南唐，这让刘晟十分惊恐，他知道柴荣此人志向远大，就想向后周进贡，但是进贡的道路被与自己为敌的湖南武平节度使势力给阻断了。后来他安慰自己，如果柴荣想要统一全国，他也看不到了，子孙后代也管不了那么多。想通之后，他每天只是继续纵情酒色，整夜大醉，让他的身体日益恶化。公元958年，刘晟病死了在宫中，庙号中宗。刘晟之子刘鋹即位，当年就改元大宝。

## 灭亡
在宋朝消灭武平节度使之后，消灭武平的残余势力交到了潘美的手上。与此同时，南汉见到宋在湖南立足未稳，也想分一杯羹，就派兵侵扰湖南，却被潘美多次击败，还被潘美夺取了郴州，南汉退守到了韶州。刘鋹害怕宋朝会进一步进军，连忙让邵廷琄在洸口挡住了宋军，宋军原本並未打算在此时攻打南汉，也就撤軍。但是邵廷琄立下如此大功，却被人诬陷谋反，被刘鋹赐死。
南汉距離中原遙遠，與諸勢力交往较少，亦不向中原上贡称臣。乾和十四年，周世宗遣使通好，南汉不把中原王朝放在眼里，“馆接者遗茉莉，文其名曰小南强”。公元966年，道州刺史王继勋上奏赵匡胤，历数南汉无道，赵匡胤虽然也想灭了南汉，但是此时对蜀地常年用兵，不便再起兵戈，于是他让南唐国主李煜劝刘鋹主动归降。大宝十三年，宋太祖授意南唐后主遣使游说南汉归宋，后主派陈省躬出使南汉，游说南汉向宋称臣，刘鋹反而扣下了使者，回书斥责了他。
公元970年，经过几年的准备，赵匡胤终于下定决心征讨南汉。宋以潭州防御使潘美为贺州道行营兵马都总管，朗州团练使尹崇珂为副，发兵攻南汉。八月，潘美派兵抵达了贺州，贺州向刘鋹求援，刘鋹手足无措，因为这几年，南汉的可用之人，都被刘鋹贬黜或者害死，可信的宗室也被猜忌，诛杀殆尽，现在掌兵的，都是宦官。而且自从刘晟登基之后，修建宫殿，军队的预算越来越少，现在战舰损坏，兵甲腐朽，大多不能使用。于是他派宦官龚澄枢去支援贺州，同时派了宦官李托去守韶州，郭崇岳去守桂州。九月，潘美派兵攻打贺州，龚澄枢战都不战，直接逃回了宫中，之后刘鋹派去伍彦柔去支援贺州，也被潘美伏兵击败被俘，损失千余人，贺州守军开城投降。
刘鋹听闻潘美要直接攻打广州，十分害怕，重新启用潘崇彻带兵五万镇守贺江。潘美见到自己的声东击西的计策达到，于是在南汉北方下了昭州和连州等地。刘鋹见到北方各州被潘美攻下的消息之后，还高兴的认为这些地方本来就是湖南之地，宋军一定会知足，不会向南攻打。但潘美却继续攻打南汉重镇韶州，于是刘鋹东拼西凑十万人，并在前线用象阵震慑宋军，结果宋军万箭齐发，大象受惊，反而击伤了南汉后方。南汉大败，损失万余人，韶州沦陷。之后潘崇彻见南汉覆灭在即，原本也就对南汉非常失望，便直接投降。之后宋军势如破竹，一路攻下了广州城，公元971年二月，南汉亡，享国55年。

## 经济
南汉是一个商业气息浓郁的国家，“岭北行商至国都，必召示之夸其富”，“每见北人，盛夸岭海之强”。马端临谓：“宋兴，而吴、蜀、江南、荆湖、南粤，皆号富强”。钱多为主，钱少为奴视为一般的准则。

## 文化
劉鋹时，日与波斯女等大宫中游宴，“无名之费，日有千万”，其官制则有特殊的规定，科举被录取者，若要做官必须先净身，也就是閹割。在劉鋹看来，百官们有家有室，有妻儿老小，肯定不能对皇上尽忠。

## 君主

### 君主列表
| 肖像 | 庙号                  | 谥号                        | 名讳                                                                     | 在世时间     | 在位时间                | 年号及使用时间 | 年号及使用时间 | 陵寝 |
| ---- | --------------------- | --------------------------- | ------------------------------------------------------------------------ | ------------ | ----------------------- | -------------- | -------------- | ---- |
| －   | 太祖 （高祖劉龑追尊） | 文皇帝 （高祖劉龑追谥）     | 劉安仁 （一名安）                                                        | ？           | －                      | －             | －             | －   |
| －   | 代祖 （高祖劉龑追尊） | 圣武皇帝 （高祖劉龑追谥）   | 刘谦 （一名知谦）                                                        | ？－894年    | －                      | －             | －             | －   |
| －   | －                    | 南海襄王 （后梁太祖朱晃谥） | 刘隐                                                                     | 874年－911年 | －                      | －             | －             | 德陵 |
| －   | 烈宗                  | 襄皇帝 （高祖劉龑追谥）     | 刘隐                                                                     | 874年－911年 | －                      | －             | －             | 德陵 |
| －   | 高祖                  | 天皇大帝                    | 劉龑 （原名岩，又名陟）                                                  | 889年－942年 | 917年 （越皇帝）        | 乾亨           | 917年－925年   | 康陵 |
| －   | 高祖                  | 天皇大帝                    | 劉龑 （原名岩，又名陟）                                                  | 889年－942年 | 918年－942年 （汉皇帝） | 白龙           | 925年－928年   | 康陵 |
| －   | 高祖                  | 天皇大帝                    | 劉龑 （原名岩，又名陟）                                                  | 889年－942年 | 918年－942年 （汉皇帝） | 大有           | 928年－942年   | 康陵 |
| －   | －                    | 殇皇帝                      | 劉玢 （原名弘度）                                                        | 920年－943年 | 942年－943年            | 光天           | 942年－943年   | －   |
| －   | 中宗                  | 文武光圣明孝皇帝            | 刘晟 （原名弘熙）                                                        | 920年－958年 | 943年－958年            | 应             | 943年          | 昭陵 |
| －   | 中宗                  | 文武光圣明孝皇帝            | 刘晟 （原名弘熙）                                                        | 920年－958年 | 943年－958年            | 和             | 943年－958年   | 昭陵 |
| －   | －                    | －                          | 劉鋹 （原名继兴） （北宋降封恩赦侯，进彭城郡公，改封卫国公，追封南越王） | 942年－980年 | 958年－971年            | 大寶           | 958年－971年   | －   |

### 君主世系图
|                            |                            |                            |                            |                            |                            |  |  | 南漢代祖 刘谦 ?-894        |                            |                            |                            |                            |                            |  |  |                              |                            |                            |                            |                            |                            |  |  |  |  |  |  |  |  |  |  |  |  |
|                            |                            |                            |                            |                            |                            |  |  |                            |                            |                            |                            |                            |                            |  |  |                              |                            |                            |                            |                            |                            |  |  |  |  |  |  |  |  |  |  |  |  |
|                            |                            |                            |                            |                            |                            |  |  |                            |                            |                            |                            |                            |                            |  |  |                              |                            |                            |                            |                            |                            |  |  |  |  |  |  |  |  |  |  |  |  |
| 南漢烈祖 劉隱 873-911      | 南漢烈祖 劉隱 873-911      | 南漢烈祖 劉隱 873-911      | 南漢烈祖 劉隱 873-911      | 南漢烈祖 劉隱 873-911      | 南漢烈祖 劉隱 873-911      |  |  | 1南漢高祖 劉龑 889-917-942 | 1南漢高祖 劉龑 889-917-942 | 1南漢高祖 劉龑 889-917-942 | 1南漢高祖 劉龑 889-917-942 | 1南漢高祖 劉龑 889-917-942 | 1南漢高祖 劉龑 889-917-942 |  |  |                              |                            |                            |                            |                            |                            |  |  |  |  |  |  |  |  |  |  |  |  |
| 南漢烈祖 劉隱 873-911      | 南漢烈祖 劉隱 873-911      | 南漢烈祖 劉隱 873-911      | 南漢烈祖 劉隱 873-911      | 南漢烈祖 劉隱 873-911      | 南漢烈祖 劉隱 873-911      |  |  | 1南漢高祖 劉龑 889-917-942 | 1南漢高祖 劉龑 889-917-942 | 1南漢高祖 劉龑 889-917-942 | 1南漢高祖 劉龑 889-917-942 | 1南漢高祖 劉龑 889-917-942 | 1南漢高祖 劉龑 889-917-942 |  |  |                              |                            |                            |                            |                            |                            |  |  |  |  |  |  |  |  |  |  |  |  |
|                            |                            |                            |                            |                            |                            |  |  |                            |                            |                            |                            |                            |                            |  |  |                              |                            |                            |                            |                            |                            |  |  |  |  |  |  |  |  |  |  |  |  |
| 2南漢殤帝 劉玢 920-942-943 | 2南漢殤帝 劉玢 920-942-943 | 2南漢殤帝 劉玢 920-942-943 | 2南漢殤帝 劉玢 920-942-943 | 2南漢殤帝 劉玢 920-942-943 | 2南漢殤帝 劉玢 920-942-943 |  |  |                            |                            |                            |                            |                            |                            |  |  | 3南漢中宗 劉晟 920-943-958   | 3南漢中宗 劉晟 920-943-958 | 3南漢中宗 劉晟 920-943-958 | 3南漢中宗 劉晟 920-943-958 | 3南漢中宗 劉晟 920-943-958 | 3南漢中宗 劉晟 920-943-958 |  |  |  |  |  |  |  |  |  |  |  |  |
| 2南漢殤帝 劉玢 920-942-943 | 2南漢殤帝 劉玢 920-942-943 | 2南漢殤帝 劉玢 920-942-943 | 2南漢殤帝 劉玢 920-942-943 | 2南漢殤帝 劉玢 920-942-943 | 2南漢殤帝 劉玢 920-942-943 |  |  |                            |                            |                            |                            |                            |                            |  |  | 3南漢中宗 劉晟 920-943-958   | 3南漢中宗 劉晟 920-943-958 | 3南漢中宗 劉晟 920-943-958 | 3南漢中宗 劉晟 920-943-958 | 3南漢中宗 劉晟 920-943-958 | 3南漢中宗 劉晟 920-943-958 |  |  |  |  |  |  |  |  |  |  |  |  |
|                            |                            |                            |                            |                            |                            |  |  |                            |                            |                            |                            |                            |                            |  |  | 4南漢後主 劉 942-958-971-980 |                            |                            |                            |                            |                            |  |  |  |  |  |  |  |  |  |  |  |  |

皇陵：
- 昭陵： 一九五四年出土，位於今廣州市黄埔区，發掘完成後，已埋封
- 德陵
- 康陵（ 德陵及康陵於二零零四年發掘，如今已建成南汉二陵博物馆，並對外開放 ）

## 延伸阅读
[在维基数据编辑]
 《新五代史·卷65》，出自歐陽修《新五代史》
 《宋史/卷481》，出自脱脱《宋史》